# Lluís Bru i Masipó
Lluís Bru i Masipó (Barcelona, 13 d'agost de 1892 - Barcelona, 23 de maig de 1972) fou un futbolista català dels anys 1910 i 1920.

## Trajectòria
Començà a jugar a futbol el 1909 a un equip no federat. El 1910 fitxà pel FC Internacional, d'on sorgiren grans jugadors com Josep Samitier o Ramon Torralba. Inicialment jugava com a mig esquerre, fins que el 1912, en un partit on faltava el porter ell ocupà aquesta posició al terreny de joc. La seva actuació fou tan bona que des d'aleshores sempre jugà de porter. El 1913 fitxà pel RCD Espanyol, on fou campió de Catalunya de segons equip, fins que el 7 de desembre de 1913 debutà amb el FC Barcelona. Defensà els colors del FC Barcelona entre els anys 1913 i 1919, on disputà un total de 219 partits, arribant a ser capità. Amb el Barcelona guanyà dos campionats de Catalunya i fou finalista del d'Espanya. Una de les seves actuacions més recordades fou durant un partit del Campionat d'Espanya de 1916 que enfrontà el Barça i el Reial Madrid a semifinals. El partit acabà amb empat a sis gols però el Barça fou castigat amb tres penals en contra dels quals Bru n'aturà dos. També foren recordats els versos que li dedicaren a Bilbao després d'una gran actuació del porter: Al mismísimo San Pedro / le puede llamar de tú / en funciones de portero / el catalán Luis Bru.
Amb l'arribada de Ricard Zamora al club, Bru deixà la titularitat el 1919. El dia 19 d'octubre fou objecte d'un homenatge, juntament amb Eduard Reguera, per part del FC Barcelona en un partit de futbol que enfrontà aquest club amb l'FC Espanya que finalitzà amb empat a 2 gols, tot i que disputà cinc partits amistosos amb el Barcelona fins al 1921. Fou sis cops internacional amb Catalunya. El 1929 se celebrà un festival d'homenatge a Lluís Bru, qui patia una greu malaltia, amb diverses proves atlètiques i un partit de futbol en el qual el Barcelona vencé una selecció catalana per 2 a 1.
Fou el primer porter a Espanya que jugava a "l'estil anglès", que consistia a blocar la pilota en lloc d'allunyar la pilota a cops de puny i de peu. Esdevingué un gran porter i fou l'iniciador d'una escola que proporcionà a Catalunya la primacia a l'estat en la formació de grans porters de futbol, com foren Pere Gibert, Lluís Reñé o més tard Ricard Zamora. A més del futbol, Bru destacà en el món de l'atletisme arribant a ser campió de Catalunya dels 110 metres tanques l'any 1917.
No s'ha de confondre amb Josep Bru, qui fou porter de l'Internacional i del Badalona als anys vint.

## Palmarès
Futbol
- Campionats de Catalunya:
  - 1915-16, 1918-19

Atletisme
- Campionat de Catalunya - 110 metres llisos: 
  - 1917[12]